# Marietta Meade

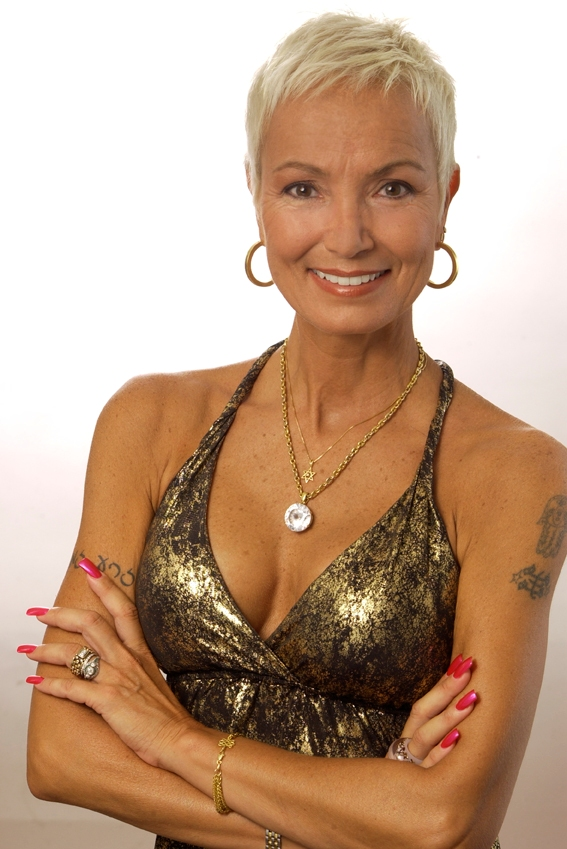
Marietta Meade (2010)

Marietta Meade (* 8. Dezember 1956; eigentlich Ora Simcha Mead) ist eine belgisch-US-amerikanische Schauspielerin, Synchronsprecherin, Übersetzerin und Buchautorin.

## Schauspielerin
Ab ihrem sechsten Lebensjahr nahm Meade Ballettunterricht. Ihr Schauspieldebüt gab sie (unter dem Namen Marietta Schupp) mit sieben Jahren neben Heidi Brühl im Deutschen Theater München in dem Musical Annie Get Your Gun. Es folgten zahlreiche Auftritte in TV-Werbespots.
Mit 16 Jahren erhielt sie als Schülerin des US-Choreographen und Tänzers Bill Milié ein Stipendium der Stadt München als bestes Tanz-Nachwuchstalent. Sie ist ausgebildete Tänzerin in den Bereichen klassisches Ballett, Jazztanz, Stepptanz und Flamenco. Zu ihren Lehrern gehören Larry Fuller (New York), Gordon Coaster (Zürich), Birgitta Trommler (München), Yella Colombo (Zürich), Richard Demi (Paris), Zoe Sealy (Minneapolis). Ebenso hat sie eine abgeschlossene Gesangs- und Musicalausbildung.
Im Jahr 1972 stand Meade (als Marietta Schupp) als Filmtochter von Peter Alexander in Hauptsache Ferien vor der Kamera (Regie: Peter Weck). Im selben Jahr drehte sie Divorce His, Divorce Hers mit Elizabeth Taylor und Richard Burton. Es folgten weitere Rollen in Mein Leben selber bestimmen (Regie: Peter Schulze-Rohr), Two Women (Regie: Carl Schenkel), Härte 10  (mit Wolfgang Kieling, Regie: Gordon Fleming), 2 Finger einer Hand (mit Ferdy Mayne, Regie: Georg Marischka), Der Alte (Regie: Vadim Glowna und Zbyněk Brynych), Mutters Courage (Regie: Michael Verhoeven), Das  Verkehrsgericht (Regie: Bruno Jantos), Ehen vor Gericht (Regie: Ruprecht Essberger), Kommissar Zufall (Regie: Christian Kühn) und Streit um drei (Regie: Hartwig van der Neut). Sie arbeitete zudem mit Regisseuren wie Tom Toelle, Harald Philipp, Waris Hussein, Robert Chetwyn und Volker Vogeler.
Meade stand des Weiteren in den USA mit Sir Peter Ustinov in dem von ihm verfassten Theaterstück Beethoven’s Tenth auf der Bühne (Rolle: Countess Giulietta Guiccardi), 1983–1984.
In den Fernsehserien Onkel Bräsig (Regie: Volker Vogeler, Stanislav Barabáš), Achtung Zoll! (Regie: Hermann Leitner) und Sankt Pauli Landungsbrücken (Regie: Dieter Wedel) und Der Alte (z.B.1988, Folge 125, Regie: Theodor Grädler, 1996, Folge 219, Regie: Vadim Glowna) trat sie ebenfalls auf.

## Modell
Von 1962 bis 1984 war Meade auch als Fotomodell tätig.

## Synchronsprecherin
Zu Marietta Meades bekanntesten Sprechrollen gehörte die von Jane Seymour gespielte Dr. Michaela „Mike“ Quinn in der Serie Dr. Quinn – Ärztin aus Leidenschaft. Auch sprach sie mehrfach für Geena Davis (unter anderem in den drei Stuart-Little-Filmen) und Tilda Swinton.
Wendie Malick

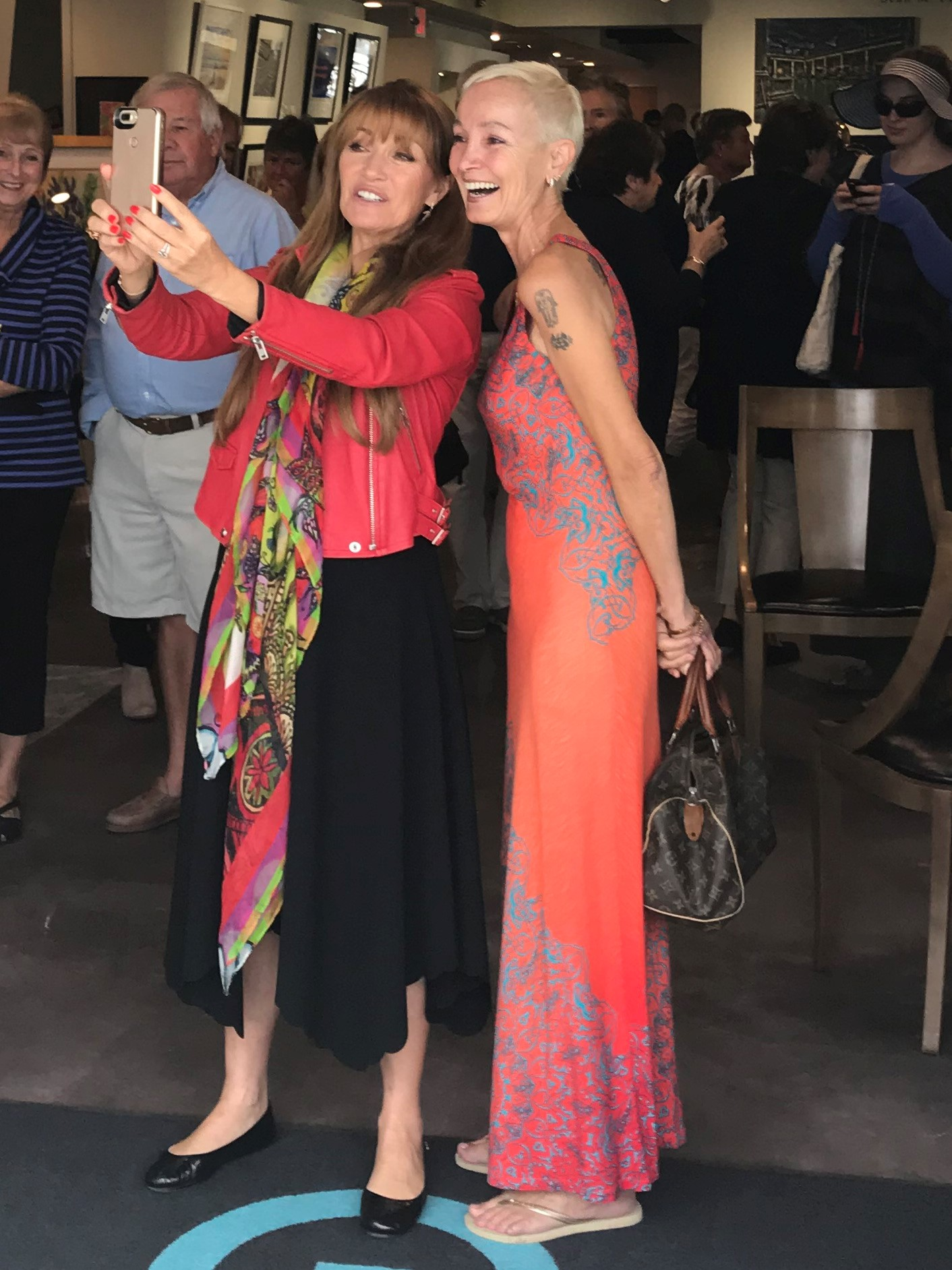
Marietta Meade (rechts) mit Jane Seymour in Sarasota, Florida

- 2000: als ChiCha in Ein Königreich für ein Lama
- 2005: als ChiCha in Ein Königreich für ein Lama 2 – Kronks großes Abenteuer

Tilda Swinton
- 1992: als Orlando in Orlando
- 1996: als Eve Stephens in Female Perversions
- 2002: als Valerie Thomas in Adaption – Der Orchideen-Dieb
- 2003: als Ella Gault in Young Adam

Geena Davis
- 1992: als Dottie Hinson in Eine Klasse für sich
- 1999: als Mrs. Eleanor Little in Stuart Little
- 2002: als Mrs. Eleanor Little in Stuart Little 2
- 2004: als Janet Adler in Will & Grace
- 2005: als Mrs. Eleanor Little in Stuart Little 3 – Ruf der Wildnis

Jane Seymour
- 1993–1998: als Dr. Michaela "Mike" Quinn in Dr. Quinn – Ärztin aus Leidenschaft
- 1995: als Jane Seymour in Die Nanny
- 1998: als Anna Robinson in Allein auf der Pirateninsel
- 1998: als Chris Winslow Whitney in Geborgtes Glück
- 2001: als Kathy Robbins in Blackout – Terror im Dunkeln

### Filme (Auswahl)
- 1988: Jenny Seagrove als Dr. Sarah King in Rendezvous mit einer Leiche
- 1991: Barbara Hershey als Hanna Trout in Tollwütig
- 1995: Catherine Zeta-Jones als Katharina in Katharina die Große
- 1997: Margaret Colin als Sheila O'Meara in Vertrauter Feind
- 1997: Minnie Driver als Eboshi in Prinzessin Mononoke
- 1997: Marcia Gay Harden als Dr. Sara Jean Reynolds in Flubber
- 1997: Carrie-Anne Moss als Melissa Wilkins in The Take Over
- 1998: Ashley Judd als Rebecca Wenteworth in Simon Birch
- 1998: Vicki Lewis als Dr. Elsie Chapman in Godzilla
- 1998: Madeleine Stowe als Gracie in Leben und Lieben in L.A.
- 2000: Arielle Dombasle als Madame de Jerfeuil in Liebeslust und Freiheit
- 2001: Annette O’Toole als Martha Kent in Smallville
- 2002: Karin Viard als Véro in Küss mich, wenn du willst
- 2003: Catherine Frot als Audrey in Liebe auf Französisch
- 2003: Theresa Randle als Theresa in Bad Boys II
- 2003: Emma Thompson als Engel von Amerika in Engel in Amerika
- 2005: Daisy Tormé als Rebecca in Syriana
- 2006: Saffron Burrows als Lea de Castro in Klimt
- 2006: Cheryl Hines als Jamie Munro in Die Chaoscamper
- 2006: Marie Rivière als Mutter in Die Zeit die bleibt

### Serien (Auswahl)
- 1990: Shelley Hack als Tiffany Welles in Drei Engel für Charlie
- 1991: Melanie Mayron als Melissa in Die besten Jahre
- 1992–2005: Hunter Tylo als Taylor Hayes Forrester (2. Stimme) in Reich und Schön
- 1994: Joanne Whalley als Scarlett O'Hara in Scarlett
- 1995: Alexandra Vandernoot als Tessa Noel/Lisa Halle in Highlander
- 1995–1998: Birgitte Raaberg als Judith in Hospital der Geister
- 1996–1999: Anne Ramsay als Lisa Stemple in Verrückt nach dir
- 1997: Donna Bullock als Tracy Rose in Columbo: Keine Spur ist sicher
- 1998–1999: Diana Rigg als Emma Peel in Mit Schirm, Charme und Melone
- 2000–2005: Tanya Roberts als Midge Pinciotti (1. Stimme) in Die wilden Siebziger
- 2002: Ellen DeGeneres als Schwester Louise in Will & Grace
- 2002: Nana Visitor als Dr. Elizabeth Renfro / Madame X in Dark Angel
- 2003: Leslie Hope als Dr. Cobiac in Für alle Fälle Amy

Meade war zudem die deutsche Synchronstimme von: Julie Haggerty, Amanda Plummer, Sela Ward, Melissa Gilbert, Barbara Stanwyck, Rebecca de Mornay, Vanessa Williams, Donna Reed, Marisa Berenson, Dyann Cannon, Kate Capshaw, Rae Dawn Chung, Virginia Madsen und Mary Elisabeth Mastrantonio. Sie synchronisierte auch Siv (Ylva Lööf), die Frau des Pastors, im Film Wie im Himmel.
Meade ist zudem die deutsche, englische und italienische Stimme des BMW-Navigationssystems CARIN.

## Sprachkurse
Aufgrund ihrer Vielsprachigkeit – sie spricht Englisch, Deutsch, Französisch, Spanisch, Italienisch, Niederländisch und Hebräisch – hat Meade eine Vielzahl an Sprachkursen in den Sprachen Englisch, Französisch, Italienisch, Niederländisch und Spanisch aufgenommen; ebenso Sprachkurse auf Deutsch für das Goethe-Institut. Auch hat Meade mehrere Audio-Bücher gesprochen und zahlreiche Hörspiele aufgenommen.

## Übersetzerin
Unter ihrem seinerzeit bürgerlichen Namen Ora S. James stellte Meade folgende Übersetzungen her für den britischen Journalisten Phillip Day und dessen Verlag Credence Publications, dessen europäisches Hauptbüro sie von 2000 bis 2006 leitete:
- Cancer: Why We’re Still Dying to Know the Truth (deutscher Titel: Stahl, Strahl, Chemo und Co.: Vom langen Ende eines Schauermärchens)
- Health Wars (deutscher Titel: Der Kampf um die Gesundheit; Meade zeichnet auch verantwortlich als Co-Produzentin des gleichnamigen Videos)
- Food For Thought (deutscher Titel: Freche Rüben und helle Birnen)

Weiterhin hat Meade zahlreiche Übersetzungen für Synchronbücher hergestellt.

## Buchautorin
Als Ora S. James zeichnet Meade zudem als Co-Autorin des Buches Tatwaffe Handy - das (un-)heimliche Legat verantwortlich, das sie zusammen mit ihrem verstorbenen Ehemann David R. James verfasste (2004). Die von ihr bearbeitete Übersetzung ins Englische lautet A Handy Way to Cook Your Brain – What’s the Damage?. Die von Meade bearbeitete, gekürzte Neuauflage erschien unter dem Titel Cellular Radiation: Is This Our Next Titanic? (2009).

## Prosa und Lyrik
In der Prosasammlung Fish, Sin and Moon stellte Meade eine Auswahl ihrer Prosa und Lyrik aus den Jahren zwischen 1997 und 2008 vor.

## Persönliches
Von 1986 bis 1995 war Meade mit dem renommierten belgischen Fotokünstler und Fotojournalisten Jean-Marie Albert Bottequin verheiratet. Aus dieser Ehe stammen die gemeinsamen Kinder Ezra (geb. 1988), Avital (geb. 1989) und Ayalah (geb. 1992). Von 2001 bis 2009 war Meade mit dem britischen Ernährungs- und Gesundheitsberater David R. James verheiratet. Seit 2009 ist Meade, die in den USA lebt, mit dem US-Finanzberater Michael L. Murphy verheiratet.

## Sonstiges
Seit 2009 ist Meade Präsidentin der Firma eSmog-Responders, Inc., die sich mit Informationen und Produkten zum Thema Elektrosmog (Esmog) befasst.